# La Clayette
La Clayette település Franciaországban, Saône-et-Loire megyében. Lakosainak száma 1596 fő (2022. január 1.). La Clayette Curbigny, Baudemont, La Chapelle-sous-Dun és Varennes-sous-Dun községekkel határos.

## Népesség
A település népességének változása:
| Lakosok száma | 1741 | 1706 | 1764 | 1656 | 1636 | 1637 | 1639 | 1626 | 1596 |
|               | 2013 | 2015 | 2016 | 2017 | 2018 | 2019 | 2020 | 2021 | 2022 |